# Otto von Bernuth

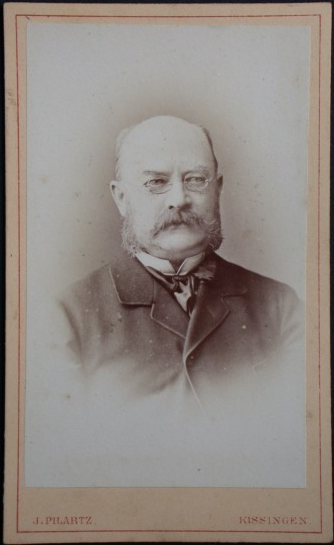
Otto von Bernuth

Otto Friedrich Karl von Bernuth (* 2. Dezember 1816 in Berlin-Friedrichswerder; † 20. Oktober 1887 in Bonn) war ein preußischer Beamter. Er war unter anderem Polizeipräsident in Berlin und Regierungspräsident in Köln. Außerdem war er konservativer Abgeordneter im Preußischen Abgeordnetenhaus.

## Leben

### Herkunft
Er stammte aus der Adelsfamilie von Bernuth und war der Sohn des Julius August von Bernuth (1782–1857), Wirklicher Geheimer Oberregierungsrat im Ministerium des Innern und Mitglied des preußischen Staatsrats, und der Theodora Philippine Jochmus.

### Werdegang
Am 30. Januar 1817 wurde er in Berlin-Friedrichswerder getauft. Bernuth trat nach dem Studium der Rechtswissenschaften in Bonn und Berlin 1839 als Regierungsreferendar in den preußischen Staatsdienst ein. Seit 1835 war er Angehöriger des Corps Borussia Bonn. Er wurde  1843 Regierungsassessor in Danzig und wechselte 1846 nach Koblenz. 1848 wurde er zum kommissarischen Landrat im Landkreis Liegnitz ernannt. Zwei Jahre später folgte die offizielle Ernennung. Seit 1862 amtierte Bernuth als Polizeipräsident von Berlin. Im Jahr 1867 wurde er zum Regierungspräsidenten in Köln ernannt. Nachdem im Jahr 1884 öffentlich über seine Rolle als Polizeipräsident in Berlin im Zusammenhang mit dem Attentat auf Otto von Bismarck im Jahr 1866 diskutiert worden war, wurde Bernuth außer Dienst gestellt. Nachträglich wurde er durch die Verleihung des Sterns zum Kronenorden (Preußen) II. Klasse rehabilitiert.
Bernuth war auch politisch aktiv. Von 1849 bis 1852 und von 1859 bis 1861 gehörte er als Mitglied der rechten Fraktion des Grafen Karl von Pückler-Burghauß dem Preußischen Abgeordnetenhaus an.

### Familie
Er war mit Johanna Emilie, geborene von Graß verheiratet. Aus der Ehe ging u. a. der spätere preußische Generalmajor Clemens von Bernuth (1848–1922) hervor.